# Bitva na Sommě (film)

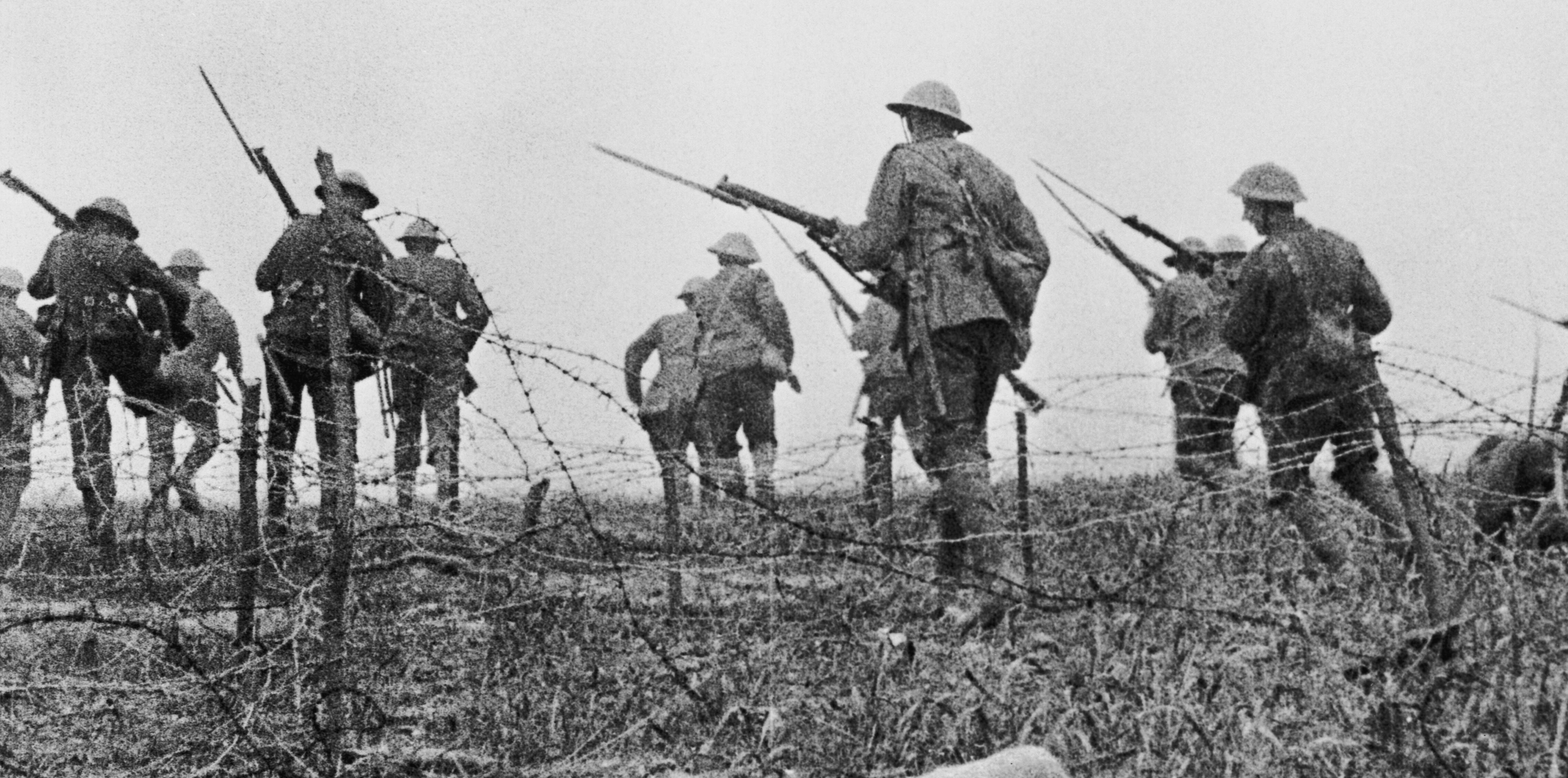
Hraný útok natočený před začátkem skutečné bitvy.

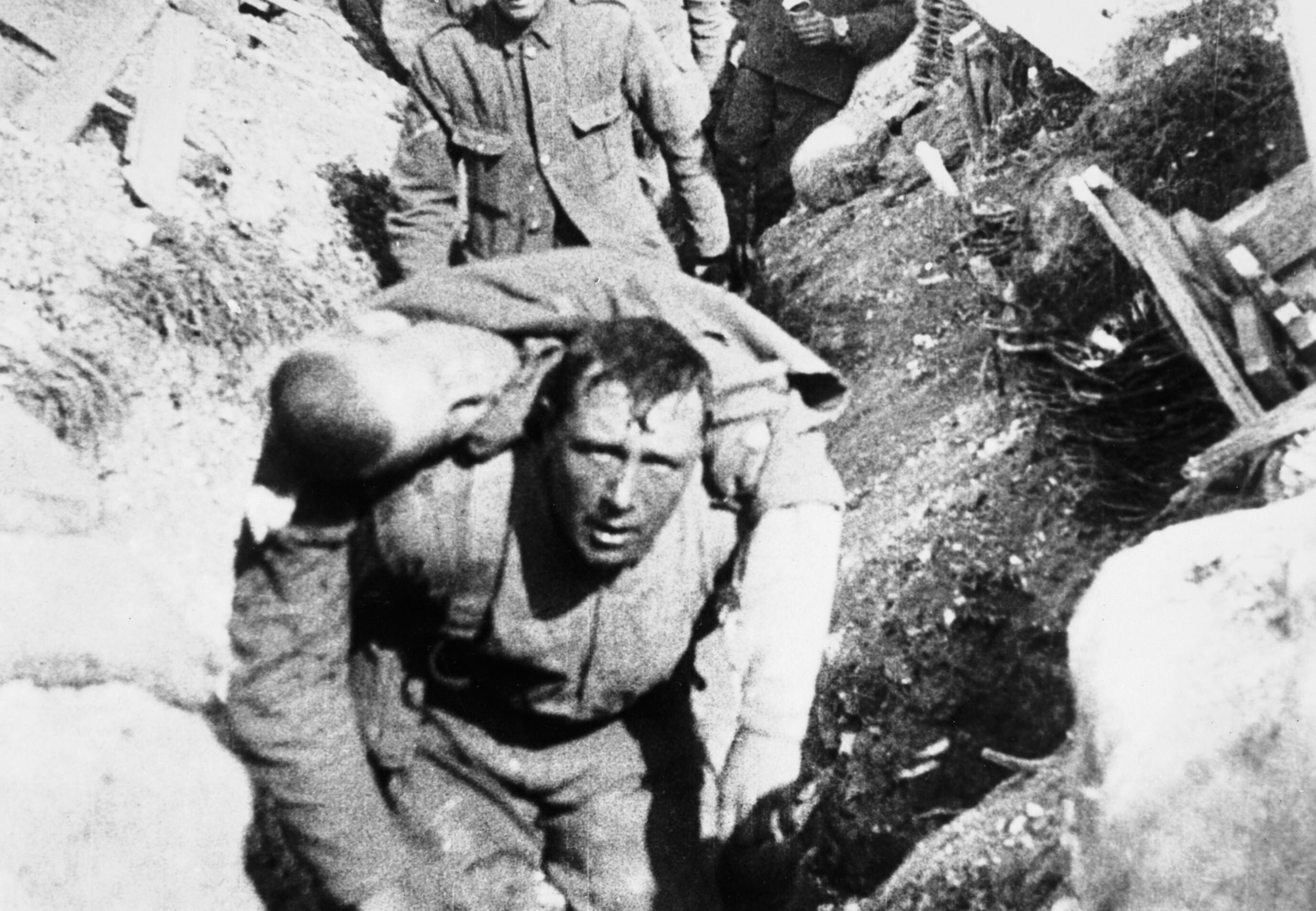
Filmový titulek k této sekvenci: Britští Tomíci pod palbou zachraňují kamaráda. (Tento muž zemřel 30 minut po příchodu do zákopů.)

Bitva na Sommě byl dokumentární a propagandistický film z roku 1916, natočený oficiálními britskými kameramany Geoffreym Malinsem a Johnem McDowellem během první světové války. I když měl být hlavně patriotickou propagandou, dokázal film poskytnout velmi působivé zobrazení zákopové války s mnoha mrtvými a umírajícími britskými a německými vojáky.
Malins a McDowell natočili film před a během bitvy na Sommě, která začala 1. července 1916. Některé scény, v nichž pěšáci vylézají ze zákopu a útočí do země nikoho, zinscenovali ještě před bitvou v bezpečí zázemí. Ale na dalších záběrech Malins zachytil nejslavnější události prvního dne bitvy, kdy byl přítomen na frontě u Beaumont Hamelu. Na tomto místě nafilmoval výbuch podminovaného německého opevnění na Hawthonské vyvýšenině, stejně jako přípravy a útok 1. praporu Lancashireských střelců z 29. divize.
Malins a McDowell původně nezamýšleli natočit dlouhometrážní film, ale když Britská komise pro válečné filmy zhlédla natočený materiál, rozhodla, že vzhledem k jeho kvalitě a množství, bude uveden v kinech jako plnohodnotný dlouhometrážní film. Producentem se stal William F. Jury a editory Malins a Charles Urban.
Konečná verze filmu trvala 62 minut a 50 sekund a byla umístěna na pěti filmových cívkách. Poprvé byl film promítán 10. srpna 1916 pozvanému publiku v divadle Scala, tedy v době, kdy vlastní bitva ještě stále probíhala. 21. srpna byl film současně uveden ve 34 londýnských kinech a následující týden i v kinech mimo hlavní město. V srpnu snímek zhlédla i královská rodina na soukromém promítání na hradě Windsor. Celkem byl film promítán v 18 zemích.
Film byl promítán i britským vojákům odpočívajícím ve Francii: nováčkům poskytoval alespoň základní představu, s čím se zanedlouho setkají. Jediná věc, na kterou si vojáci stěžovali, byl chybějící charakteristický zvuk bitvy. Ovšem, na němý film, titulky nečekaně upřímně popisovaly snímky raněných a umírajících.
Podle britských úřadů měl film zvyšovat morálku obyvatelstva a skutečně se mu od většiny diváků dostalo kladného přijetí. Někteří ale považovali za nemorální zobrazovat scény násilí a děkan Durhamské univerzity protestoval „proti zábavě, která zraňuje srdce a porušuje posvátnost lidského umírání“. Další si stěžovali, že se tak vážný film promítá ve společnosti komedií. Publikum v Británii během dvou měsíců zakoupilo kolem 20 milionů vstupenek. V tomto ukazateli zůstává Bitva na Sommě jedním z nejúspěšnějších britských filmů v historii.
Historici se domnívají, že z konečné verze filmu bylo mnoho z původního materiálu cenzurou vyřazeno, protože Ministerstvo války chtělo, aby film obsahoval záběry, které by podpořily válečné úsilí a zvýšily morálku, což se více než úspěšně podařilo.